# Eudoxia de Heliópolis
Eudoxia de Heliópolis (Griego Ευδοκία) fue una mujer samaritana que vivió en Heliópolis (actual Baalbek, Líbano, cuando formaba parte de la Gran Siria). Fue una bella pagana que ganaba dinero de ricos amantes. 
Eudoxia encontró la cristiandad por un monje llamado Germanos. Según la tradición, Eudoxia le preguntó sí podía ser salvada en el Juicio Final. Germanos la instruyó a que permaneciera en su alcoba durante una semana orando. Eudoxia siguió sus instrucciones y al final de la semana, tuvo una visión con el Arcángel Miguel que le enviaba el amor de Cristo por toda la humanidad. Germanos la bautizó después. 
A los 30 años, Eudoxia dirigió la construcción del monasterio cerca de Baalbek, y se dedicó a acciones de caridad. Rechazó a todos los pretendientes y cuando uno de ellos llamado Filostrato se intentó suicidar por su negativa, ella rezó por él hasta que este se recuperó. Filostrato se convirtió al cristianismo. 
Eudoxia convenció a muchos paganos para convertirse al cristianismo. Los oficiales sirios fueron advertidos por su conducta y la decapitaron el 1 de marzo de 107.